# NGC 1433
NGC 1433 je galaksija u zviježđu Sat.

## Vanjske poveznice
- SEDS: NGC 1433